# Chappes (Aube)
Pour les articles homonymes, voir Chappes.
Chappes est une commune française, située dans le département de l'Aube en région Grand Est.

## Géographie

### Localisation
Le village est situé à 21 km au sud-est de Troyes.
| Villemoyenne            |         | Chauffour-lès-Bailly      |
| Saint-Parres-lès-Vaudes | Chappes |                           |
| Rumilly-lès-Vaudes      |         | Fouchères Jully-sur-Sarce |

### Lieux-dits et écarts
- La Grande Croix, Bressoré, le Defois, l'Écluse, Fontaine-Biche les Fours-à-Chaux, le Grand-Étang, la Grange-au-Bois, la Grange-l'Abbé, la Maladière, le Poncelot, la Rochelle, la Rôchetre, Saint-Aldan ou Alban, Saint-Loup, Saint-Thomas, Nazareth, la Tannerie, la Sècheville, la Fontaine Tuet, la Vieille-Église[1].

### Hydrographie
La commune est dans la région hydrographique « la Seine de sa source au confluent de l'Oise (exclu) » au sein du bassin Seine-Normandie. Elle est drainée par la Seine, la Civanne, un bras de la Seine, le Fossé 01 de Romainevoie, le ru du Pre Saint-Loup et divers autres petits cours d'eau,.
La Seine, un fleuve long de 775 km, coule dans le Bassin parisien et notamment dans le département de l’Aube en le traversant du sud-est au nord-ouest. Elle irrigue la commune dans sa partie centrale.
La Civanne, d'une longueur de 13 km, prend sa source dans la commune de Chauffour-lès-Bailly et se jette  dans la Barse à Courteranges, après avoir traversé huit communes.

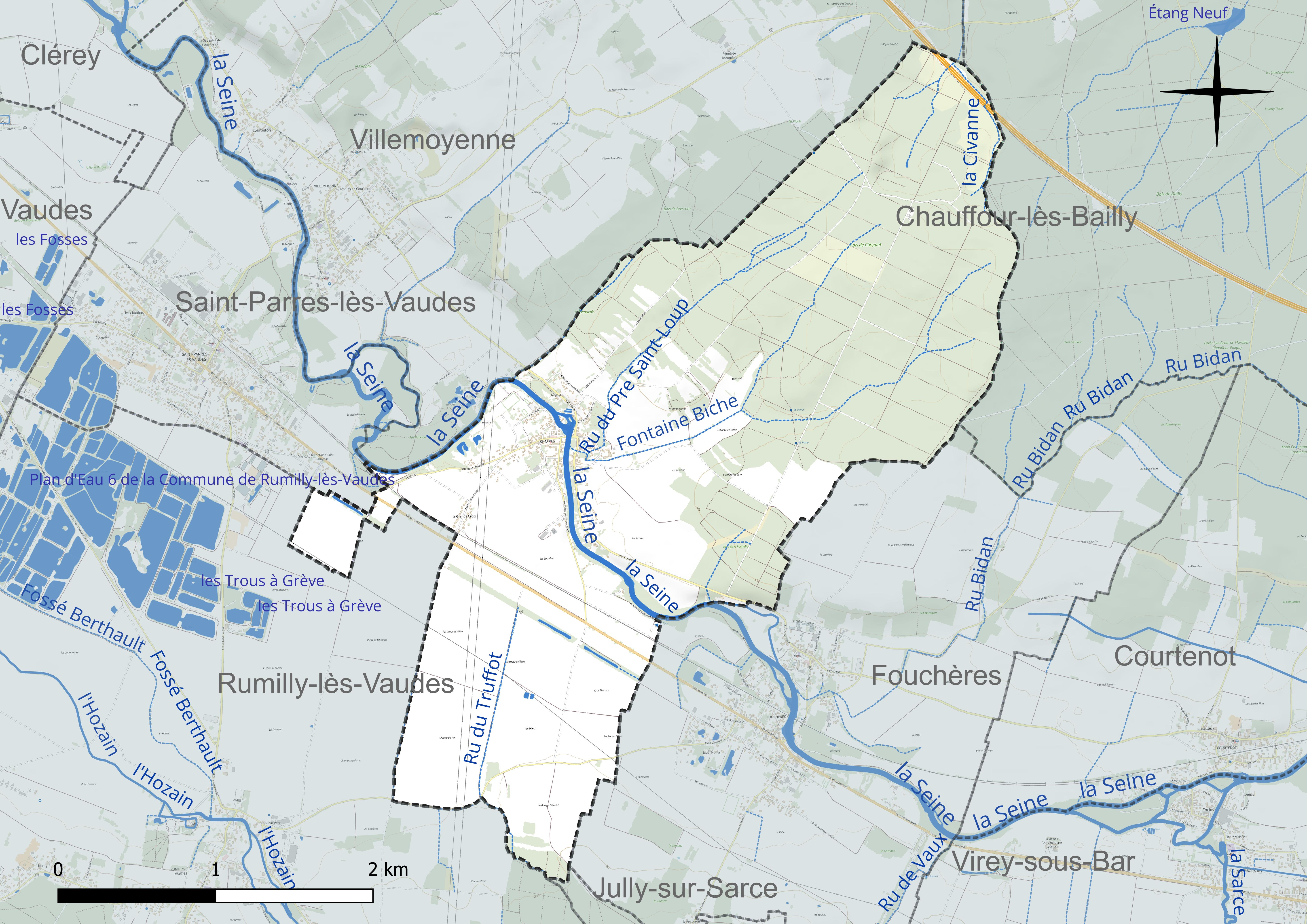
Réseau hydrographique de Chappes.

### Climat
Pour des articles plus généraux, voir Climat du Grand Est et Climat de l'Aube.
En 2010, le climat de la commune est de type climat océanique dégradé des plaines du Centre et du Nord, selon une étude du Centre national de la recherche scientifique s'appuyant sur une série de données couvrant la période 1971-2000. En 2020, Météo-France publie une typologie des climats de la France métropolitaine dans laquelle la commune est exposée à un climat océanique altéré et est dans la région climatique Lorraine, plateau de Langres, Morvan, caractérisée par un hiver rude (1,5 °C), des vents modérés et des brouillards fréquents en automne et hiver.
Pour la période 1971-2000, la température annuelle moyenne est de 10,6 °C, avec une amplitude thermique annuelle de 15,7 °C. Le cumul annuel moyen de précipitations est de 739 mm, avec 11,4 jours de précipitations en janvier et 8,1 jours en juillet. Pour la période 1991-2020, la température moyenne annuelle observée sur la station météorologique de Météo-France la plus proche, « Mesnil-Saint-Père », sur la commune de Mesnil-Saint-Père à 12 km à vol d'oiseau, est de 11,4 °C et le cumul annuel moyen de précipitations est de 772,6 mm. 
La température maximale relevée sur cette station est de 41 °C, atteinte le 25 juillet 2019 ; la température minimale est de −20,5 °C, atteinte le 2 janvier 1997,,.
Les paramètres climatiques de la commune ont été estimés pour le milieu du siècle (2041-2070) selon différents scénarios d'émission de gaz à effet de serre à partir des nouvelles projections climatiques de référence DRIAS-2020. Ils sont consultables sur un site dédié publié par Météo-France en novembre 2022.

## Urbanisme

### Typologie
Au 1er janvier 2024, Chappes est catégorisée commune rurale à habitat dispersé, selon la nouvelle grille communale de densité à 7 niveaux définie par l'Insee en 2022.
Elle est située hors unité urbaine. Par ailleurs la commune fait partie de l'aire d'attraction de Troyes, dont elle est une commune de la couronne,. Cette aire, qui regroupe 209 communes, est catégorisée dans les aires de 200 000 à moins de 700 000 habitants,.

### Occupation des sols
L'occupation des sols de la commune, telle qu'elle ressort de la base de données européenne d’occupation biophysique des sols Corine Land Cover (CLC), est marquée par l'importance des forêts et milieux semi-naturels (50,5 % en 2018), en augmentation par rapport à 1990 (49,5 %). La répartition détaillée en 2018 est la suivante : 
forêts (50,5 %), terres arables (39,4 %), prairies (6,8 %), zones urbanisées (3,3 %). L'évolution de l’occupation des sols de la commune et de ses infrastructures peut être observée sur les différentes représentations cartographiques du territoire : la carte de Cassini (XVIIIe siècle), la carte d'état-major (1820-1866) et les cartes ou photos aériennes de l'IGN pour la période actuelle (1950 à aujourd'hui).

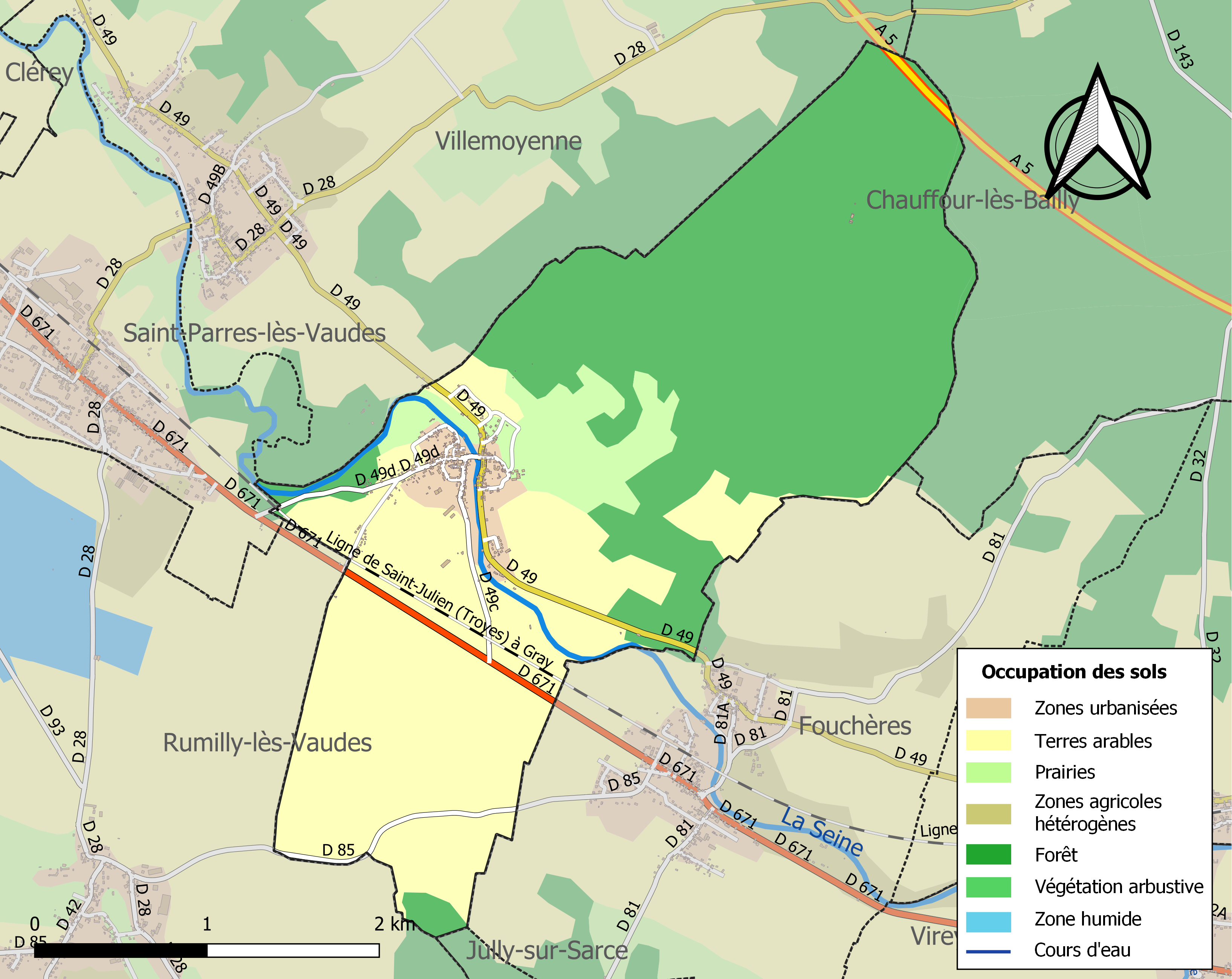
Carte des infrastructures et de l'occupation des sols de la commune en 2018 (CLC).

## Toponymie
En 753, villa que dicitur Cappas, on trouve ensuite les formes Cappes, Chappes.

## Histoire

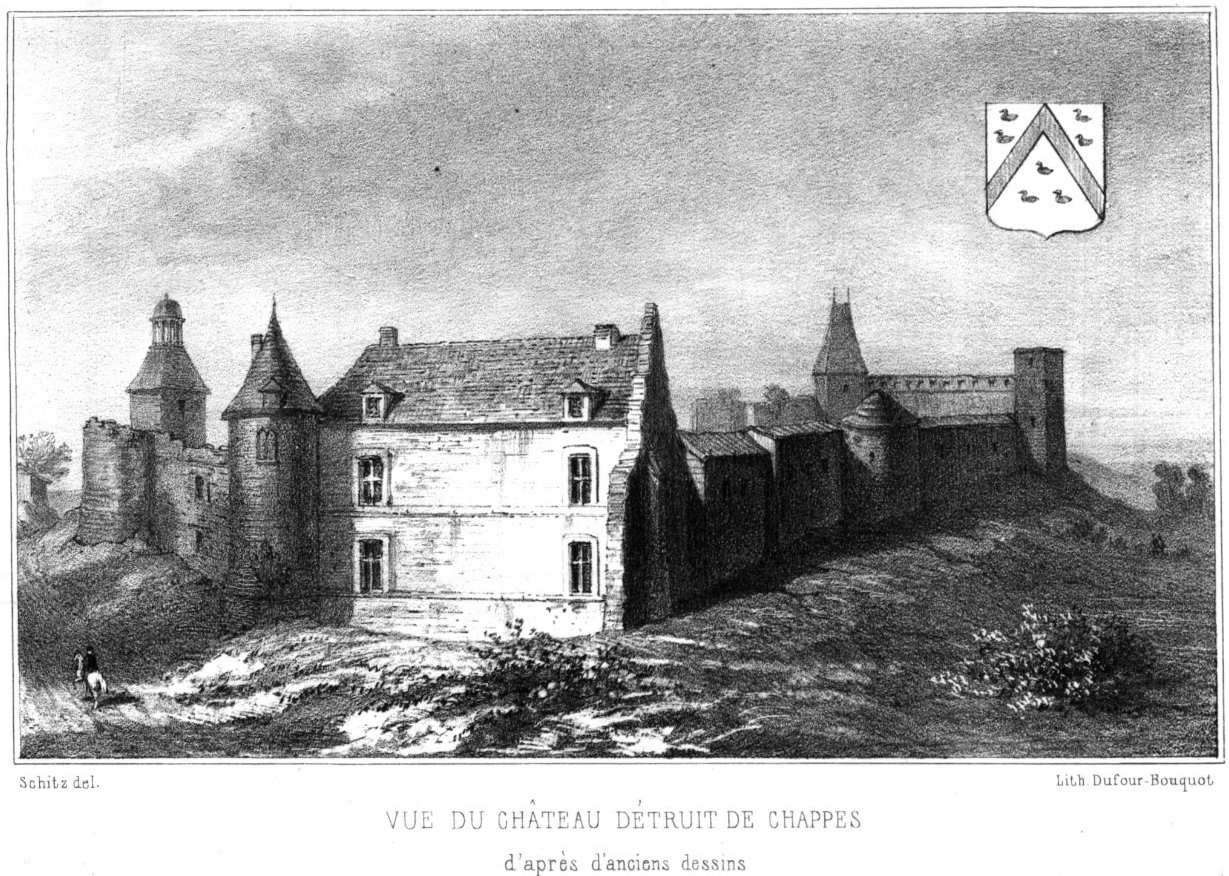
Ancien château de Chappes, aujourd'hui détruit.

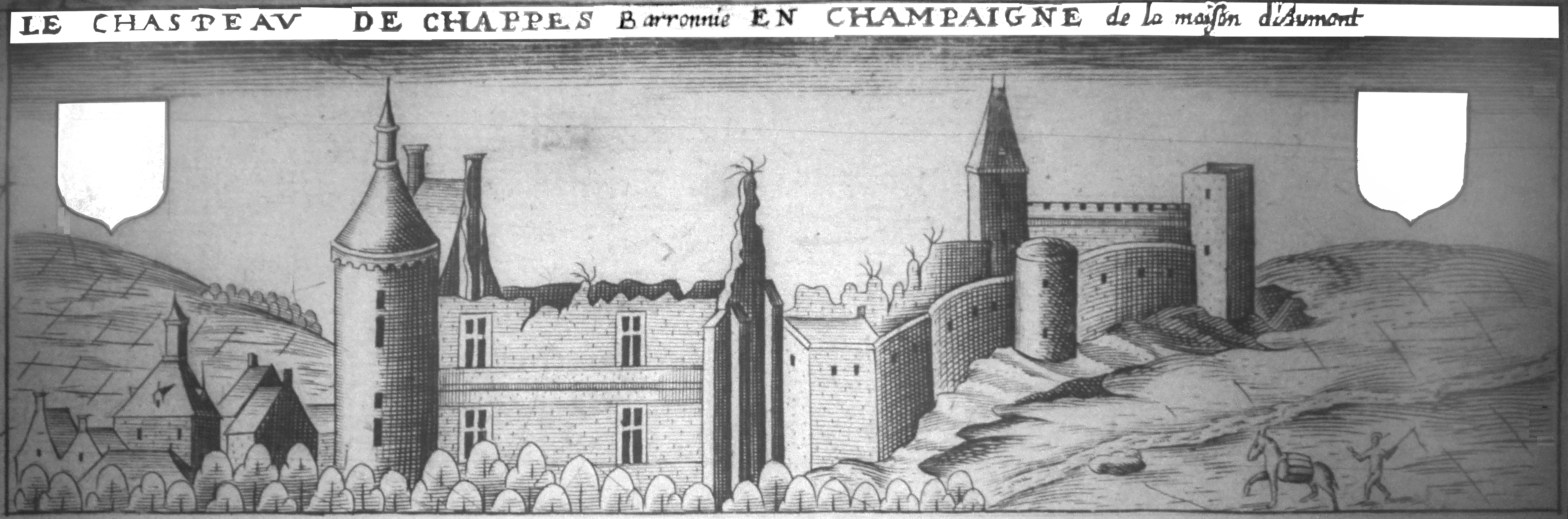
Le château déjà en ruine.

La seigneurie de Chappes est mentionnée dès le VIIIe siècle. Ce village est scindé en deux par la Seine, le château sur la rive droite relevant de l'Isle et le village sur la rive gauche qui relève de l'abbaye de Montiéramey, les deux réunis formant une châtellenie.

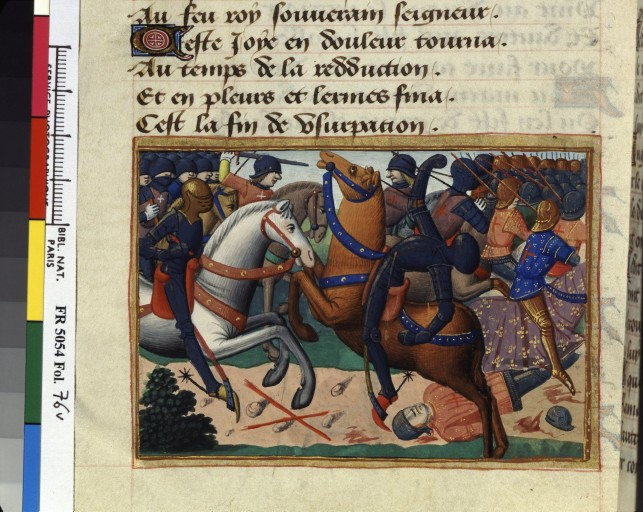
Bataille de Chappes in Les Vigiles de la mort de Charles VII.

Le château est cité dès 1108, Ponce de castello capis, puis dans une charte de 1170-1176, et une nouvelle fois en 1316 lorsque le duc de Bourgogne y reçut l'hommage de Marguerite d'Arcis. En 1346, Dreux II de Mello faisait creuser, ou recreuser, les fossés protégeant le château. Pendant la guerre de Cent Ans, les sires de Chappes étaient du côté de leur seigneur, le duc de Bourgogne, notamment Jacques d'Aumont, chambellan du duc. Jacques d'Aumont fut assiégé dans son château par Arnault-Guilhem de Barbazan qui le prit en décembre 1430. Il fut rasé malgré les réticences de Jean de Chaumont qui y commandait. Il fut reconstruit par les seigneurs du lieu avant 1590 car c'est la date à laquelle les Troyens envoyèrent le capitaine Tenon, ligueur, pour brûler le château. Il fut relevé au XVIe siècle par les sires d'Aumont. Le village faisait partie de la pairie d'Aumont en 1665. En ce château se trouvait un prieuré avec une chapelle Notre-Dame. Ce prieuré dépendait de l'abbaye de Montiéramey, fondé par les seigneurs, cité en 1117 ; les moines eurent l'autorisation en février 1225, de Clarembaud V de percer une porte en la muraille, de bâtir un pont pour accéder à leur grange et pourpris. Il devient dédié à saint Michel avant 1521 et des prieurs sont connus jusqu'en 1789.
Il y avait une verrerie à Chappes, dans les jardins du château, construite par Jean Orry, seigneur de la Chapelle-Godeffroy qui fit sa fortune en Espagne. Elle fut abandonnée en 1681.
En 1789, Chappes relevait de l'intendance et de la généralité de Châlons, de l'élection de Troyes et était le chef-lieu d'une châtellenie de ce bailliage.

## Politique et administration
Chappes fut, à partir de 1790 et jusqu'en l'An IX, chef-lieu d'un canton du district de Bar-sur-Seine.

### Liste des maires
| Période                                  | Période       | Identité          | Étiquette | Qualité  |
| ---------------------------------------- | ------------- | ----------------- | --------- | -------- |
| Les données manquantes sont à compléter. |               |                   |           |          |
| avant 1995                               | ?             | Huguette Cassis   | DVD       |          |
| mars 2001                                | décembre 2010 | Michel Giroud     |           |          |
| décembre 2010                            | mai 2020      | Jean-Pierre Serra | DVD       | Retraité |
| mai 2020                                 | En cours      | Claudie Odille    |           |          |

## Population et société

### Démographie
L'évolution du nombre d'habitants est connue à travers les recensements de la population effectués dans la commune depuis 1793. Pour les communes de moins de 10 000 habitants, une enquête de recensement portant sur toute la population est réalisée tous les cinq ans, les populations de référence des années intermédiaires étant quant à elles estimées par interpolation ou extrapolation. Pour la commune, le premier recensement exhaustif entrant dans le cadre du nouveau dispositif a été réalisé en 2006.

En 2022, la commune comptait 356 habitants, en évolution de +12,3 % par rapport à 2016 (Aube : +0,7 %, France hors Mayotte : +2,11 %).
| 1793 | 1800 | 1806 | 1821 | 1831 | 1836 | 1841 | 1846 | 1851 |
| ---- | ---- | ---- | ---- | ---- | ---- | ---- | ---- | ---- |
| 350  | 404  | 502  | 374  | 443  | 437  | 447  | 423  | 379  |

| 1856 | 1861 | 1866 | 1872 | 1876 | 1881 | 1886 | 1891 | 1896 |
| ---- | ---- | ---- | ---- | ---- | ---- | ---- | ---- | ---- |
| 369  | 361  | 354  | 296  | 281  | 259  | 270  | 274  | 262  |

| 1901 | 1906 | 1911 | 1921 | 1926 | 1931 | 1936 | 1946 | 1954 |
| ---- | ---- | ---- | ---- | ---- | ---- | ---- | ---- | ---- |
| 239  | 250  | 234  | 222  | 229  | 233  | 222  | 212  | 217  |

| 1962 | 1968 | 1975 | 1982 | 1990 | 1999 | 2006 | 2011 | 2016 |
| ---- | ---- | ---- | ---- | ---- | ---- | ---- | ---- | ---- |
| 241  | 249  | 285  | 277  | 280  | 258  | 291  | 292  | 317  |

| 2021 | 2022 | - | - | - | - | - | - | - |
| ---- | ---- | - | - | - | - | - | - | - |
| 350  | 356  | - | - | - | - | - | - | - |

### Sports
- Club de canoë-kayak.

## Culture locale et patrimoine

### Lieux et monuments
- L'église Saint-Loup de Chappes classée au titre des monuments historiques par la liste de 1840[30],[31].
- L'ancienne usine de pâte à papier, actuellement centrale hydroélectrique[32].

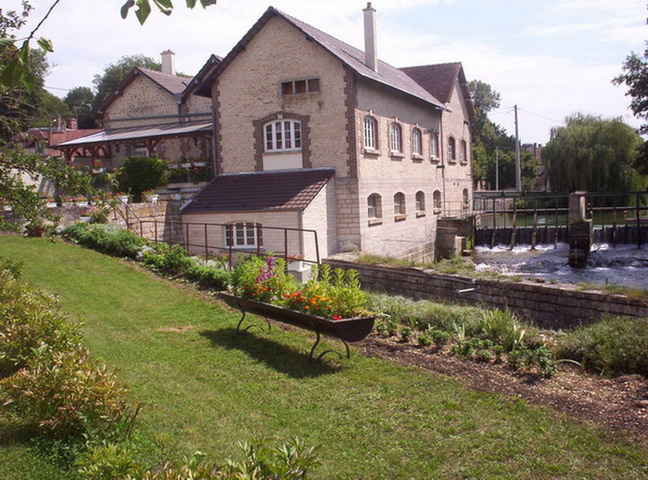
La Micro-centrale.
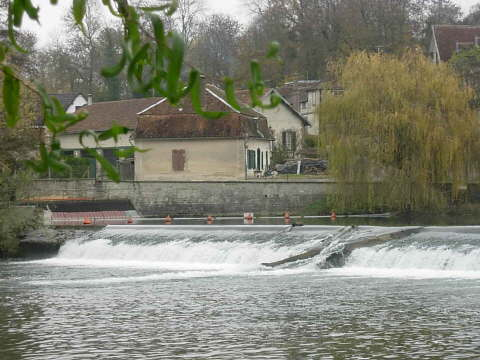
La Seine.
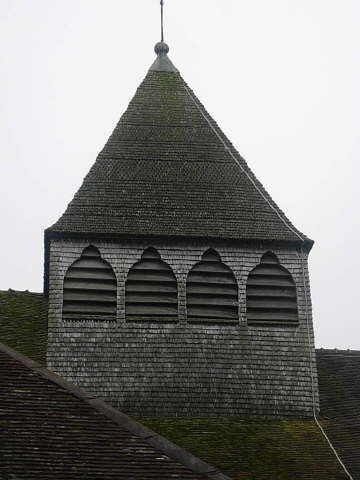
Clocher de l'église.

### Personnalités liées à la commune

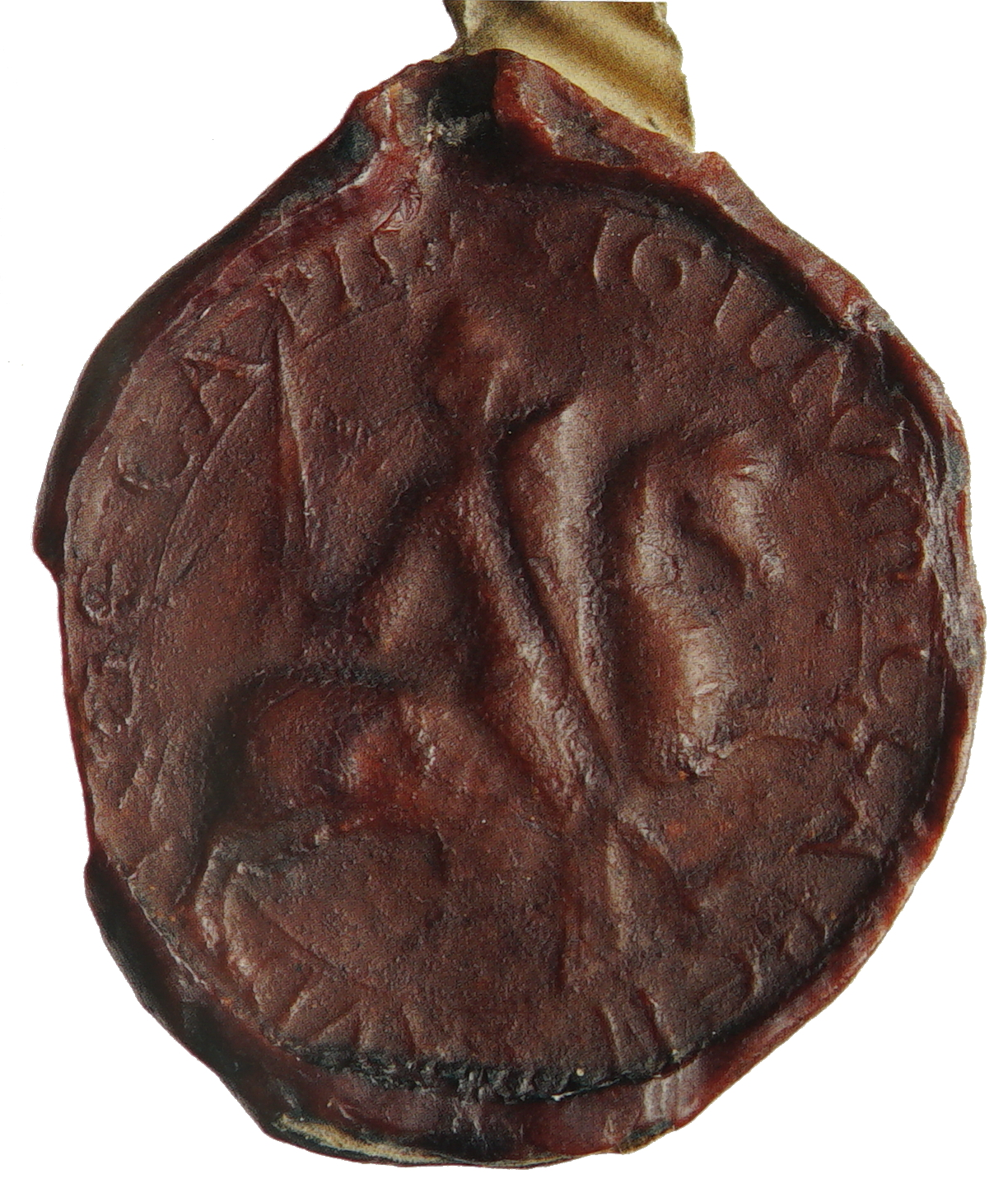
Sceau de Clarembaud IV.

- Clarembaud : nom porté par plusieurs seigneurs de Chappes du XIe siècle jusqu'au XIIIe siècle. Clarembaud V partit pour la 3e croisade en juillet 1197. Il est cautionné par Geoffroy de Villehardouin pour une somme de 40 livres qu'il devait à l'abbaye de Montiéramey. Clarembaud VI succéda à son père vers l'an 1205. Il partit pour la croisade avec Geoffroy de Villehardouin et Gui de Chappes son oncle. Il mourut le 4 septembre 1246.

### Héraldique
| Blason de Chappes (Aube) | Blason  | D’azur au chevron cousu de gueules accompagné de trois merlettes d’or, soutenu d’une barque du même avec ses deux rames d’or voguant de front sur des ondes d’argent mouvant de la pointe. |
| Blason de Chappes (Aube) | Détails | Le statut officiel du blason reste à déterminer. |